# Lotzorai
Lotzorai (en sard, Lotzorai) és un municipi italià, dins de la província de Nuoro. L'any 2007 tenia 1.311 habitants. Es troba a la regió del'Ogliastra. Limita amb els municipis de Baunei, Girasole, Talana, Tortolì, Triei i Villagrande Strisaili.

## Administració
| Període | Identitat       | Partit        |
| ------- | --------------- | ------------- |
| 2005-   | Giancarlo Serra | Llista Cívica |